# Apeadero Km 31
Apeadero Km 31 es una estación de ferrocarril ubicada en las afueras de la Localidad de San Luis del Palmar, en el Departamento Departamento San Luis del Palmar en la Provincia de Corrientes, República Argentina. 

## Servicios
Se encuentra Precedida por la Estación Juan Ramón Vidal y le sigue la Estación San Luis del Palmar.